# Terrence Jones (football)
Pour les articles homonymes, voir Jones et Terrence Jones (homonymie).
Terrence Jones Sr., né le 13 avril 1968, est un ancien footballeur des îles Vierges des États-Unis, reconverti comme entraîneur. Il a été le sélectionneur des îles Vierges des États-Unis de 2011 à 2014, mais est toujours entraîneur de New Vibes depuis 2010.